# 経済産業大臣政務官
経済産業大臣政務官（けいざいさんぎょうだいじんせいむかん）は、経済産業省を担当する大臣政務官。定員は2名。

## 歴代経済産業大臣政務官
| 大臣政務官     | 大臣政務官                  | 大臣政務官    | 大臣政務官 | 大臣政務官                     |
| 内閣           | 内閣                        | 氏名          | 氏名       | 期間                           |
| -------------- | --------------------------- | ------------- | ---------- | ------------------------------ |
| 第2次森内閣    | 改造内閣 （中央省庁再編後） | 竹本直一      | 西川太一郎 | 2001年1月6日 - 2001年4月26日   |
| 第1次小泉内閣  | 第1次小泉内閣               | 大村秀章      | 西川太一郎 | 2001年5月7日 - 2002年1月8日    |
| 第1次小泉内閣  | 第1次小泉内閣               | 下地幹郎      | 西川玲子   | 2002年1月8日 - 2002年9月30日   |
|                | 第1次改造内閣               | 桜田義孝      | 西川公也   | 2002年10月4日 - 2003年9月22日  |
|                | 第2次改造内閣               | 江田康幸      | 菅義偉     | 2003年9月25日 - 2003年11月19日 |
| 第2次小泉内閣  | 第2次小泉内閣               | 江田康幸      | 菅義偉     | 2003年11月20日 - 2004年7月20日 |
|                | 改造内閣                    | 平田耕一      | 山本明彦   | 2004年9月30日 - 2005年9月21日  |
| 第3次小泉内閣  | 第3次小泉内閣               | 平田耕一      | 山本明彦   | 2005年9月22日 - 2005年10月31日 |
|                | 改造内閣                    | 片山さつき    | 小林温     | 2005年11月2日 - 2006年9月26日  |
| 第1次安倍内閣  | 第1次安倍内閣               | 高木美智代    | 松山政司   | 2006年9月27日 - 2007年8月27日  |
|                | 第1次改造内閣               | 荻原健司      | 山本香苗   | 2007年8月29日 - 2007年9月26日  |
| 福田康夫内閣   | 福田康夫内閣                | 荻原健司      | 山本香苗   | 2007年9月27日 - 2008年8月2日   |
|                | 改造内閣                    | 谷合正明      | 松村祥史   | 2008年8月6日 - 2008年9月24日   |
| 麻生内閣       | 麻生内閣                    | 谷合正明      | 松村祥史   | 2008年9月29日- 2009年9月16日   |
| 鳩山由紀夫内閣 | 鳩山由紀夫内閣              | 近藤洋介      | 高橋千秋   | 2009年9月18日 - 2010年6月8日   |
| 菅直人内閣     | 菅直人内閣                  | 近藤洋介      | 高橋千秋   | 2010年6月9日 - 2010年9月17日   |
|                | 第1次改造内閣               | 田嶋要        | 中山義活   | 2010年9月21日 - 2011年1月14日  |
|                | 第2次改造内閣               | 田嶋要        | 中山義活   | 2011年1月18日 - 2011年9月2日   |
| 野田内閣       | 野田内閣                    | 柳澤光美      | 北神圭朗   | 2011年9月5日 - 2012年2月10日   |
|                | 第1次改造内閣               | 中根康浩      | 北神圭朗   | 2012年2月10日 - 2012年6月4日   |
|                | 第2次改造内閣               | 中根康浩      | 北神圭朗   | 2012年6月4日 - 2012年10月1日   |
|                | 第3次改造内閣               | 岸本周平      | 本多平直   | 2012年10月2日 - 2012年12月26日 |
| 第2次安倍内閣  | 第2次安倍内閣               | 佐藤ゆかり    | 平将明     | 2012年12月26日 - 2013年9月30日 |
| 第2次安倍内閣  | 第2次安倍内閣               | 田中良生      | 磯﨑仁彦   | 2013年9月30日 - 2014年9月3日   |
|                | 改造内閣                    | 関芳弘        | 岩井茂樹   | 2014年9月4日 - 2014年12月24日  |
| 第3次安倍内閣  | 第3次安倍内閣               | 関芳弘        | 岩井茂樹   | 2014年12月25日 - 2015年10月9日 |
|                | 第1次改造内閣               | 北村経夫      | 星野剛士   | 2015年10月9日 - 2016年8月5日   |
|                | 第2次改造内閣               | 中川俊直      | 井原巧     | 2016年8月5日 - 2017年4月18日   |
|                | 第2次改造内閣               | 大串正樹      | 井原巧     | 2017年4月18日 - 2017年11月2日  |
|                | 第3次改造内閣               | 大串正樹      | 平木大作   | 2017年8月7日 - 2017年11月2日   |
| 第4次安倍内閣  | 第4次安倍内閣               | 大串正樹      | 平木大作   | 2017年11月2日 - 2018年10月2日  |
|                | 第1次改造内閣               | 滝波宏文      | 石川昭政   | 2018年10月4日 - 2019年9月13日  |
|                | 第2次改造内閣               | 宮本周司      | 中野洋昌   | 2019年9月13日 - 2020年9月18日  |
| 菅義偉内閣     | 菅義偉内閣                  | 宗清皇一      | 佐藤啓     | 2020年9月18日 -2021年10月6日   |
| 第1次岸田内閣  | 第1次岸田内閣               | 吉川有美      | 岩田和親   | 2021年10月6日 - 2021年11月11日 |
| 第2次岸田内閣  | 第2次岸田内閣               | 第2次岸田内閣 | 岩田和親   | 2021年11月11日 - 2022年8月12日 |
|                | 第1次改造内閣               | 長峯誠        | 里見隆治   | 2022年8月12日 - 2023年9月15日  |
|                | 第2次改造内閣               | 吉田宣弘      | 石井拓     | 2023年9月15日 - 2024年10月3日  |
| 第1次石破内閣  | 第1次石破内閣               | 竹内真二      | 石井拓     | 2024年10月3日 - 2024年11月13日 |
| 第2次石破内閣  | 第2次石破内閣               | 竹内真二      | 加藤明良   | 2024年11月13日 - 現職          |